# Fredrikstad
Fredrikstad je město na jihovýchodě Norska. Při sčítání lidu roku 2012 mělo 75 583 obyvatel a bylo tak šestým největším v Norsku. Velmi blízko Fredrikstadu leží město Sarpsborg a obě tak vytvářejí souměstí s více než 120 000 obyvateli. Fredrikstad byl založen roku 1567 dánským králem Frederikem II. Největší historickou památkou je opevnění starého města. Městem protéká nejdelší norská řeka Glomma. Bývalo významným přístavem, ale dnes v něm převládá chemický průmysl. Do roku 1877 název města zněl Frederiksstad, v letech 1877–1888 Fredriksstad, od roku 1889 pak Fredrikstad. Ve městě sídlí fotbalový klub Fredrikstad FK.

## Partnerská města
| Město                  | Region               | Stát      |
| ---------------------- | -------------------- | --------- |
| Aalborg                | Nordjylland          | Dánsko    |
| Húsavík                | Suður-Þingeyjarsýsla | Island    |
| Kotka                  | Kymenlaakso          | Finsko    |
| Karlskoga              | Örebro               | Švédsko   |
| Patzún                 | Chimaltenango        | Guatemala |
| San Martín Jilotepeque | Chimaltenango        | Guatemala |
| Ču-čou                 | Chu-nan              | Čína      |